# Frýdlant
Frýdlant (niem. Friedland in Böhmen) – miasto na północy Czech w kraju libereckim, 11 km od granicy z Polską (najbliższe przejście graniczne – Bogatynia-Kunratice), położone w cyplu frýdlanckim (czes. frýdlantský výběžek, Frýdlantsko).
Frýdlant leży na pograniczu Gór Izerskich (cz. Jizerské hory) i Pogórza Izerskiego (cz. Frýdlantská pahorkatina), po obu stronach rzeki Smědy (pol. Witka).

## Zabytki
Główną atrakcją turystyczną jest gotycki zamek Frýdlant, przebudowany w stylu renesansowego pałacu. Mógł być pierwowzorem zamku z powieści Franza Kafki. Zdaniem niektórych poszukiwaczy, zamek może skrywać Bursztynową Komnatę – w przeciwieństwie do innych teorii, poszukiwania w zakładanej lokalizacji nie zostały zakończone z braku znalezienia, ale z powodu zablokowania ich w XXI wieku przez rząd Czech.
W mieście znajduje się ruchoma szopka bożonarodzeniowa – Frýdlantský betlém.

## Historia
Pierwsza oficjalna wzmianka o miejscowości i położonym w niej zamku pochodzi z roku 1278, kiedy to Przemysł Ottokar II sprzedał je Rudolfowi von Biberstein. W 1532 r. wzmiankowano ratusz – według źródeł był to budynek drewniany na kamiennych fundamentach, z dwiema wieżami. Większa z nich została przebudowana w latach 1584–1588, po czym zamontowano na niej dzwon, odlany w Pradze w roku 1585 i ważący 387,5 kg. W budynku ratusza mieściło się również więzienie, ławy chlebowe i mięsne, a od roku 1552 w piwnicy ratuszowej działała gospoda. 4 maja 1634 r. miasto zostało poważnie zniszczone przez pożar. Z uwagi na wojnę trzydziestoletnią odbudowa miasta następowała powoli, np. nowy ratusz oddano do użytku dopiero 26 marca 1663 r.
7 sierpnia 2010 roku na skutek ulewnych deszczów na północy Czech, miasto nawiedziła powódź. Liczący blisko 8 tys. mieszkańców Frýdlant został praktycznie odcięty od świata. Z miasta – według informacji policji – ewakuowano około dwóch tysięcy ludzi.

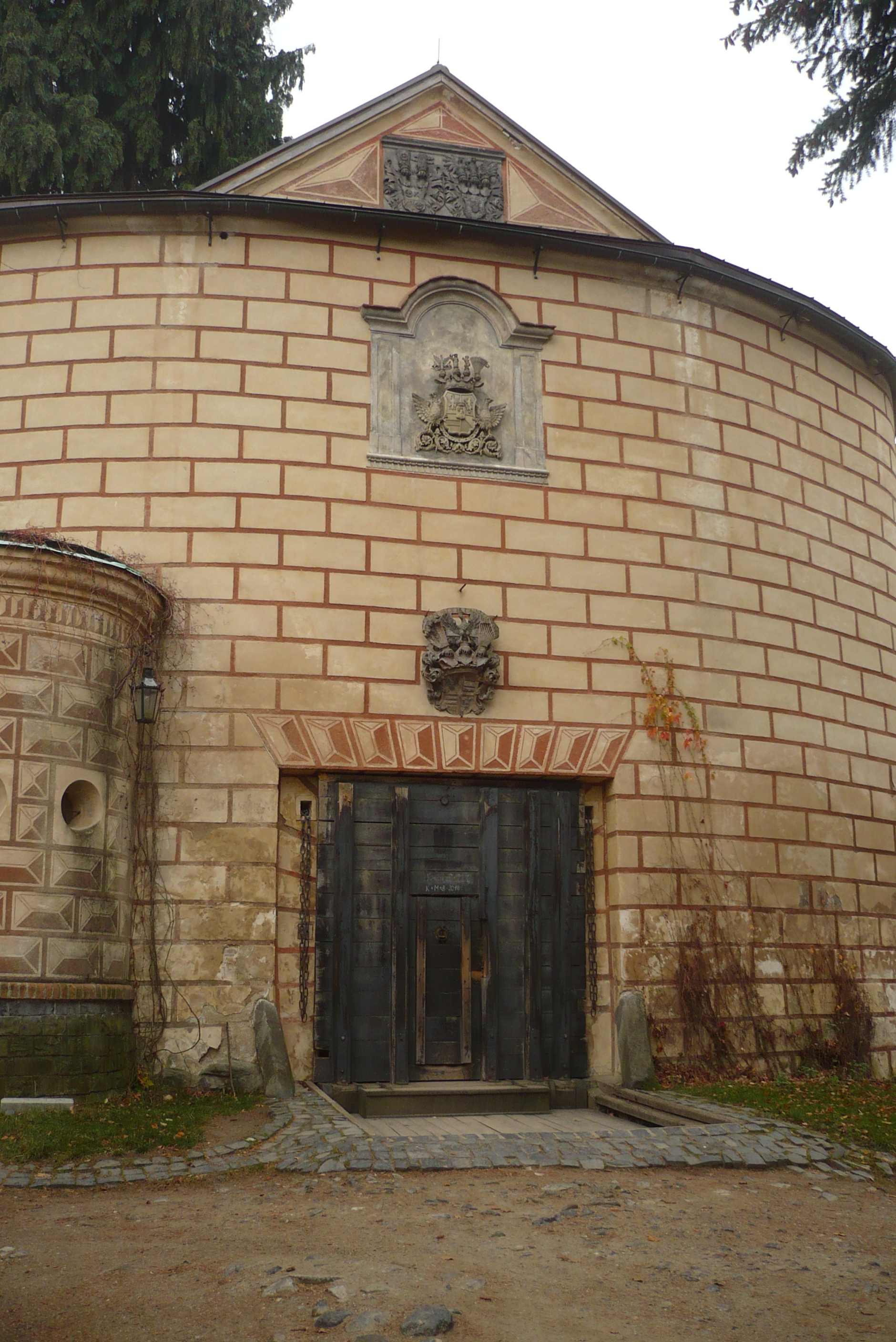
Brama z herbami

## Miasta partnerskie
- Frydlant nad Ostrawicą, Czechy
- Friedland, Brandenburgia, Niemcy
- Friedland, Meklemburgia-Pomorze Przednie, Niemcy
- Friedland, Dolna Saksonia, Niemcy
- Korfantów, Polska (hist. Friedland in Oberschlesien)
- Prawdinsk, Rosja (hist. Friedland in Ostpreußen)
- Mieroszów, Polska (hist. Friedland in Niederschlesien)
- gmina Siekierczyn, Polska